# 上野照博
上野 照博（うえの てるひろ、1940年12月25日 - ）は、日本の実業家で、株式会社ゾフ創業者、同社元代表取締役社長である。

## 人物・来歴
東京都出身で、学習院初等科、学習院中等科・高等科を経て1963年に学習院大学経済学部を卒業し、レナウンニシキに入社する。1968年に上野衣料株式会社に入社して1969年専務取締役となる。アパレル業界の不況でメガネ事業を構想し、1993年に、株式会社ゾフを設立して代表取締役社長となり、株式会社インターメスティックを設立して代表取締役社長となる。2014年に株式会社インターメスティック代表取締役会長、2015年に株式会社インターメスティック代表取締役会長兼社長、2020年に株式会社インターメタックス取締役会長となる。社長は長男の上野剛史が再度務める。